# 上賀茂民芸協団
上賀茂民芸協団（かみがもみんげいきょうだん）は、京都市上賀茂にあった民藝運動の実験工房。
のちに人間国宝となった黒田辰秋らによって1927年（昭和2年）に設立された。柳宗悦が1926年（大正15年）にはじめた民藝運動に大きな影響を受けている。

## 概要
柳に傾倒していた青田五良の紹介で、当時京都に住んでいた柳の元に黒田も通うようになったことをきっかけに、若手の工芸家を中心に何か新しいことをしようという機運が高まった。たまたまみなで食事をした帰りに、京都市北区上賀茂南大路町の社家の屋敷（のちに樫の実学園大道哲夫園長宅）に「貸し家」の札を見かけ、そこを借りて協団を設立することに決める。
柳を中心に、青田兄弟、黒田、鈴木実で、敷地300坪に9部屋、蔵2つを持つ屋敷の納屋を改造して仕事場にし、ともに暮らしながら共同作業を始める。月にひとり30円を持ち寄って、50円の家賃とその他の経費を賄うことにしたが、主に黒田の作品しか売れず、学生向けの下宿屋も始めてみたが、うまくいかなかった。民藝運動そのものには京都の財界人やマスコミ人、祇園の芸妓などの後援者がついたが、協団の台所事情は苦しかった。
1928年には、東京・上野公園で開かれた大礼記念国産振興東京博覧会に「民芸館」を出品することに決め、実際に柳の設計で木造平屋の一軒家を建て、黒田が家具を作り、日本全国から収集した民芸品や仲間の作品を展示し、即売所も併設した。このとき、柳は、メンバーの河井寛次郎、浜田庄司、青田、黒田の全員の名前が水に関係することから「井桁」をトレードマークにした。（この建物は展覧会のあと、山本為三郎邸に移築され、「三国荘」と呼ばれ使用された。1998年に建築史家の川島智生により現存が確認され、川島の実測による屋内2室の復元が2005年の英国ヴィクトリア&アルバート博物館「国際アーツ・アンド・クラフツ運動」展で実現され、日本国内でも展示された）。
その後、柳がアメリカに留学すると、協団内部に不協和音が生じ、設立からわずか2年で解散した。青田の女性問題が原因とする説もあるが、ほかにもいろいろわだかまりがあったと言われている。黒田は後年朝日新聞にて「内部に収拾不能の問題が起こって」解散したと発言しており、このことで一時は再起不能と言われるほど精神的なダメージを受けた。

## 略史
- 1927年、設立。
- 1928年、東京・上野の博覧会で「民芸館」を出品。
- 1929年、解散。

## メンバー
- 柳宗悦
- 能勢克男（思想家）
- 黒田辰秋（木工家）
- 青田五良（織物研究家）
- 青田七良（金工家）
- 鈴木実（染色）